# King’s Lynn and West Norfolk
King’s Lynn and West Norfolk – dystrykt w hrabstwie Norfolk w Anglii. W 2011 roku dystrykt liczył 147 451 mieszkańców.

## Miasta
- Downham Market
- Hunstanton
- King’s Lynn

## Inne miejscowości
Anmer, Ashwicken, Babingley, Bagthorpe with Barmer, Barroway Drove, Barton Bendish, Bawsey, Bircham, Bircham Newton, Bircham Tofts, Boughton, Brancaster, Burnham Market, Burnham Norton, Burnham Overy, Burnham Thorpe („The Norfolk Burnhams”), Castle Acre, Castle Rising, Clenchwarton, Congham, Coxford, Crimplesham, Denver, Dersingham, Docking, Downham West, East Rudham, East Walton, East Winch, Emneth, Emneth Hungate, Feltwell, Fincham, Flitcham with Appleton, Flitcham, Fordham, Fring, Gayton, Gayton Thorpe, Great Bircham, Great Massingham, Grimston, Harpley, Heacham, Hilgay, Hillington, Hockwold cum Wilton, Holme next the Sea, Houghton, Ingoldisthorpe, Little Massingham, Marham, Marshland St James, Methwold, Middleton, Nordelph, North Creake, North Runcton, North Wootton, Northwold, Outwell, Pentney, Pott Row, Ringstead, Roydon, Runcton Holme, Ryston, Sandringham, Sedgeford, Shernborne, Shouldham, Shouldham Thorpe, Snettisham, South Creake, South Wootton, Southery, Stanhoe, Stoke Ferry, Stow Bardolph, Stradsett, Syderstone, Terrington St Clement, Terrington St John, Thornham, Tilney All Saints, Tilney St Lawrence, Tipps End, Titchwell, Tottenhill, Upwell, Walpole Cross Keys, Walpole Highway, Walpole, Walsoken, Watlington, Welney, Wereham, West Acre, West Dereham, West Lynn, West Newton, West Rudham, West Walton, West Winch, Wiggenhall St Germans, Wiggenhall St Mary Magdalen, Wimbotsham, Wolferton, Wormegay, Wretton.